# Килаб ибн Мурра
Килаб ибн Мурра ибн Кааба (араб. كِلَاب بْن مُرَّة‎; 30 ноября 373 — неизвестно) — предок исламского пророка Мухаммеда. В частности, он был его прапрапрадедушкой по линии отца.

## Биография
Килаб был сыном Мурры ибн Кааба ибн Луайя ибн Галиба ибн Фихра ибн Малика от его первой жены Хинд бинт Сурайр ибн Салаба ибн Харис ибн Фихра ибн Малика. Оба его родителя вели свою родословную от Фихра ибн Малика, прародителя курайшитов, и далее от Исмаила (Измаила), сына Ибрахима (Авраама).
У него было два сводных брата, Тайм ибн Мурра и Яказа ибн Мурра, от второй жены его отца, Асмы бинт Адий (Хинд бинт Харита аль-Барикия) из Асада.
Он был женат на Фатиме бинт Саад ибн Сайл, которая родила ему двух сыновей. Его старший сын, Зухра ибн Килаб, был родоначальником клана Бану Зухра, а его младший сын, Кусай ибн Килаб, стал первым курайшитским хранителем Каабы. После его смерти его жена вышла замуж за Рабиа ибн Харама из племени Бану Удра.